# Encanto (álbum de Exaltasamba)
Encanto é o segundo álbum de estúdio do grupo brasileiro de samba, da vertente pagode, Exaltasamba, gravado e mixado nos Estúdios Camerati e lançado em 1994 pelo selo independente Kaskata's Records, sendo distribuído por Ritmo Quente. Tem a direção de Carlinhos K, produção de Carlinhos K e Wagner Santos e arranjos de Adilson Victor e Lobão Ramos.
Foi o primeiro álbum do Exaltasamba a ter Chrigor como integrante, ele ficou nas funções de vocalista e de tocar pandeiro. Também é o primeiro álbum a ter o Izaías como integrante, já ele ficou com a função de tocar violão. Sendo que o número de integrantes do grupo, continuou o mesmo que no álbum anterior chamado Eterno Amanhecer, pois no álbum anterior tinha Celo e Tortinho.
Ao lançar este álbum, o Exaltasamba passa a ter um amadurecimento profissional, passando a fazer diversos shows e passando a ser convidado para participar de vários programas.
Com 11 faixas no formato CD e 10 faixas no formato LP, o álbum tem a música "24 Horas de Amor" que fez sucesso na época.

## Faixas

### CD
1. "24 Horas de Amor (Amor amigo)"
2. "Pura Ilusão"
3. "Só Você"
4. "Olá Meu Bem"
5. "Veja a Lua" / "Maria da Cruz"
6. "Gandaia"
7. "Oposto do Meu Ser"
8. "Toque de Carinho"
9. "Encanto"
10. "Minha Dor"
11. "Faces do Amor"[4][5]

### LP
Lado A
1. "24 Horas de Amor"
2. "Pura Ilusão"
3. "Só Você"
4. "Olá Meu Bem"
5. "Vejo a Lua" / "Maria da Cruz"

Lado B
1. "Gandaia"
2. "Oposto Do Meu Ser"
3. "Toque de Carinho"
4. "Encanto"
5. "Minha Dor"[2]

## Créditos

### Exaltasamba
Integrantes:
- Brilhantina: Cavaquinho
- Marquinhos: Tantã e vocal
- Péricles: Vocalista e banjo
- Pinha: Repique de mão e vocal
- Thell: Tantã e vocal
- Chrigor: Vocalista e pandeiro
- Izaías: Violão

Nota: O coro feito por Exaltasamba

### Músicos de apoio
- Bororo Felipe: Baixo
- Breno: Violão e Violão 7 cordas
- Felipe D'Angola: Surdo e percussão complementar
- Lobão Ramos: Teclados
- Paulinho Bonfim: Bateria
- Renê: Percussão complementar
- Vicente: Banjo e cavaquinho

Outros
- Diretor: Carlinhos K
- Produtor: Carlinhos K e Wagner Santos
- Arranjador: Adilson Victor e Lobão Ramos
- Gravado por: Wladimir
- Mixado por: Adilson Victor e Wladimir
- Fotografado por: Jayme Ribeiro[2]

## Ligação externa
- Álbum Encanto mostrando créditos